# Tarandė

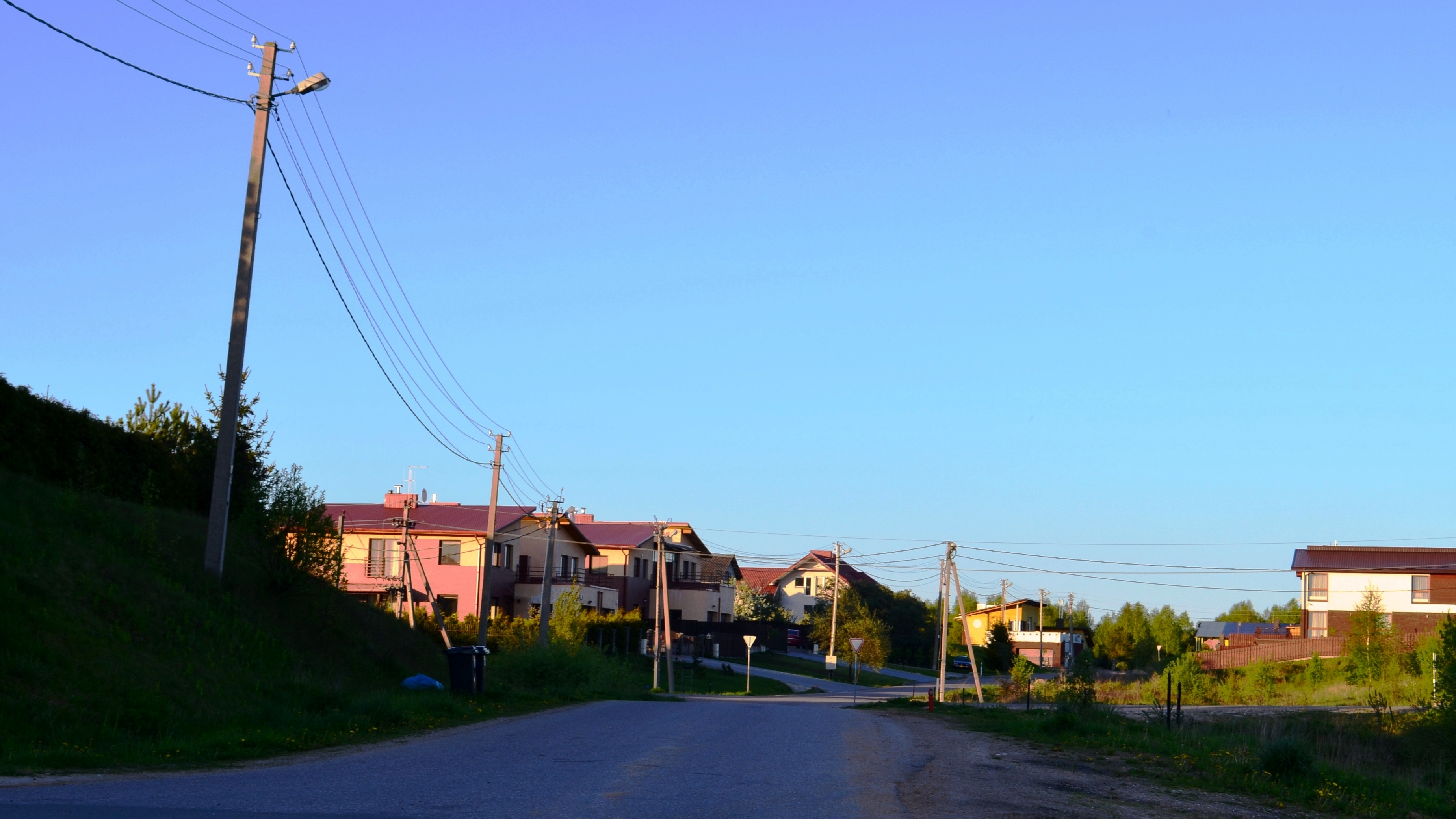
Raudonbalės gatvė

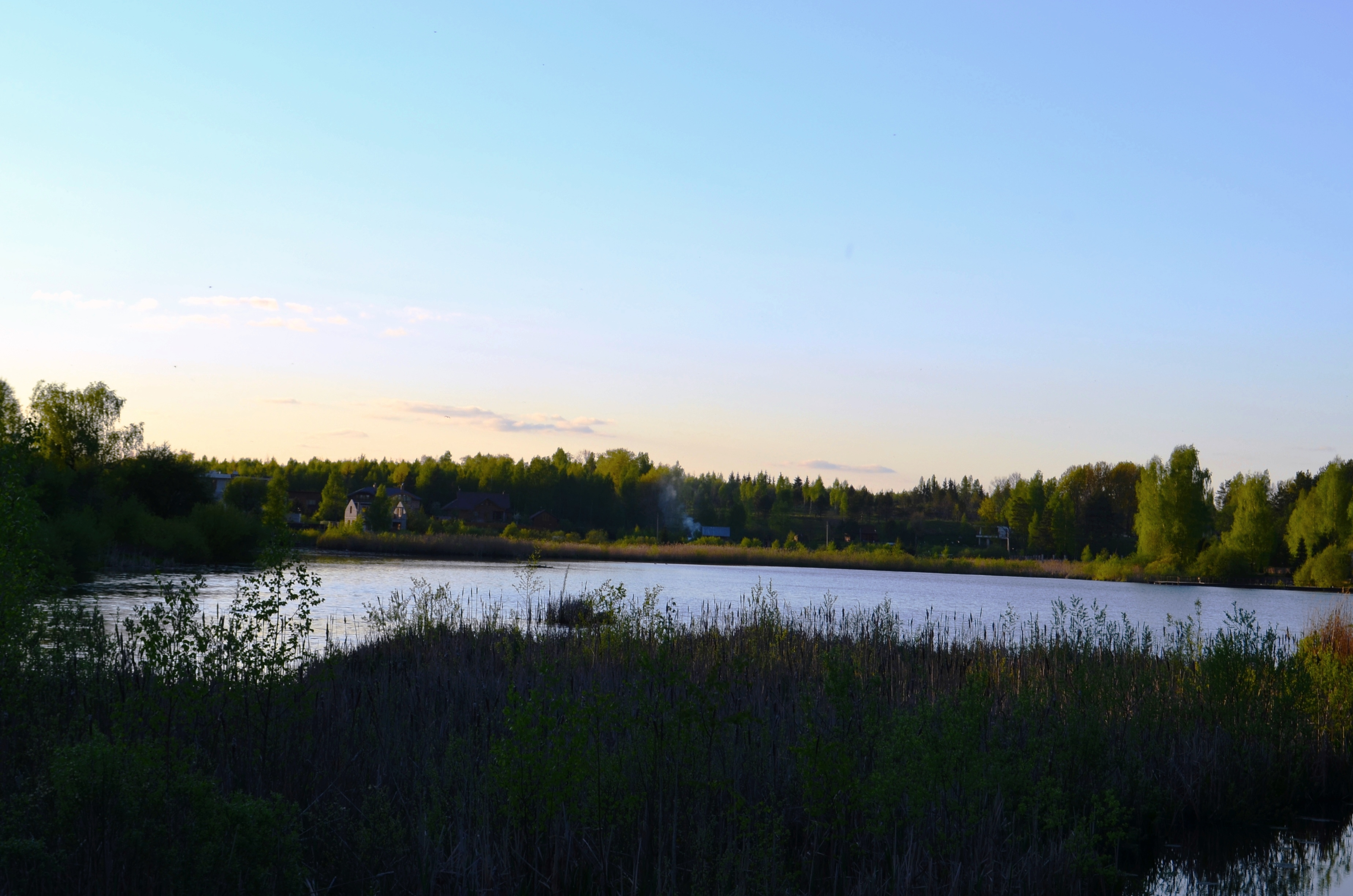
See Gilužis

Tarandė ist ein Stadtteil der litauischen Hauptstadt Vilnius, neben Pašilaičiai, südlich vom Dorf Avižieniai. Er gehört zum Amtsbezirk Pašilaičiai der Stadtgemeinde Vilnius. Durch den Ort fließt die Tarandė.
Tarandė befindet sich nordwestlich vom Stadtzentrum. Hier gibt es eine Reihe  einzelner privater Häuser, eine Fischräucherei. Bis zum Ersten Weltkrieg gab es hier den alten Friedhof. Im neuen Viertel wurden zwei Wohnungshäuser  mit 24 Wohnungen (das Projekt im Wert von 1,25 Mio. Euro) im Jahr 2017 gebaut.
Hier wohnt Politiker Artūras Paulauskas (kommissarischer litauischer Präsident), der das Zaun des Grundstücks illegal erweiterte, eine Geldbuß wurde deswegen 2001 verhängt.
Der Stadtteil entstand als Teil des Dorfs Tarandė im Amtsbezirk Avižieniai der Rajongemeinde Vilnius.